# Sisu GTP
Sisu GTP (G-series Transport Protected) - финский бронеавтомобиль производства компании Sisu Auto. Серийное производство бронеавтомобили началось в 2023 году, в то как в период с 2020-2021 годов Силы Обороны Финляндии уже заказали 31 такую машину. В 2023 году армия Финляндии заказали, ещё 13 таких же машин. 75% бронеавтомобиля собирается из отечественных комплектующих, заказываются только двигатель, коробка передач.
Автомобиль относится к классу MRAP и предназначен для защиты от мин и СВУ, имеет V-образное дно корпуса. Изготовлен из броневой стали, а уровень защиты в базовой версии соответствует классу STANAG 4569 level 1, повышение уровня защищённости достигается путём установки дополнительных броневых пластин. Автомобиль может быть использован в условиях радиационного загрязнения, благодаря системе фильтров. Кузов бронеавтомобиля модульный, что позволяет изменять состав экипажа и оборудования под различные боевые задачи. Есть вариации в исполнении: медицинском, командно-штабном и грузовой.

## Операторы
- Финляндия - 30 машин уже на вооружении, ещё 13 заказаны в декабре 2023 года за 9,7 млн евро;
- Швеция - неизвестное количество машин было, заказано для разведывательных операций.